# 基里尼亞加郡

在肯尼亚的位置

基里尼亞加郡，是肯尼亚的一個郡，位於該國中部，首府設於克魯戈亞，面積1,205平方公里，2009年人口528,054，人口密度每平方公里438.22人。